# Битва при Аквах Секстиевых
Би́тва при А́квах Сексти́евых (Би́тва при А́квах Сексти́нских) — сражение, произошедшее летом 102 года до н. э. между римской консульской армией под началом Гая Мария и превосходившими их по численности отрядами германского племени тевтонов. Сражение при Аквах Секстиевых — один из важнейших эпизодов Кимврской войны.

## Предыстория
Во II веке до н. э. начались массовые миграции германцев и кельтов на запад и юг. В основном мигрировали племена амбронов, тевтонов, кимвров, тигуринов и гельветов. Позднее к ним присоединились и некоторые другие галльские племена. По некоторым данным, общая численность переселенцев составляла около 50 тысяч человек (из которых 10 тысяч — воины). Причём племена двигались отрядами разной численности, но параллельными путями. Известия о столь массовом движении варварских племён в сторону Италии вызвало панику в Риме, так как римляне сразу восприняли германцев как потенциальную угрозу безопасности страны, поскольку выяснилось, что попадавшиеся на пути германцев приграничные италийские поселения подвергались беспощадному разграблению.
Известны также стычки войск тевтонов с отрядами Гнея Папирия Карбона и Марка Юния Силана, в которых римляне терпели поражения. В 107 году до н. э. консульская армия Луция Кассия Лонгина была практически уничтожена войском тигуринов. Уцелевшие римляне были уведены в рабство. Успехи германцев спровоцировали восстание против власти Рима в Трансальпийской Галлии. Восстание было подавлено, но победа впоследствии обернулась катастрофой.
Совместная экспедиция Гнея Маллия Максима и Квинта Сервилия Цепиона, организованная в 105 году до н. э., из-за нежелания полководцев действовать сообща закончилась полным разгромом римлян при Арузионе, причём были взяты оба римских лагеря и погибло 80.000 легионеров и 40.000 союзников и войсковых торговцев. Италию спасло от вторжения только то, что германцы двинулись после победы в направлении Испании.

## Консульства Гая Мария
В такой ситуации, консулом был избран крупнейший полководец той эпохи Гай Марий, который в тот момент в ранге проконсула находился в Африке, заканчивая войну с Югуртой. Избранию Мария, незнатного противника правящей олигархии, способствовало банкротство этой олигархии в результате поражения, результатом которого были, в частности, судебные процессы против его виновников (так, Цепион был изгнан, а все его имущество конфисковано). Марий был избран вопреки всем обычаям и законам — так как ещё не прошло 10-летнего срока с его предыдущего консульства (107 г.), и вдобавок заочно.
Высадившись в Италии в самом конце года, он 1 января 104 г. до н. э. одновременно справил триумф над Югуртой и вступил в консульскую должность. Год был посвящён набору и обучению войска. По некоторым предположениям, именно тогда Марий провёл свои знаменитые реформы, набрав войско из безземельных бедняков и сделав тактической единицей, вместо манипулы, когорту. Одновременно, решительными действиями в Галлии и Северной Италии Марий привёл к повиновение кельтские племена, начавшие было волноваться в результате поражения римлян. Он был избран консулом и на следующий 103 г. Смерть его коллеги Луция Аврелия Ореста заставила его вернуться в Рим для проведения выборов. На этих выборах, он благодаря поддержке народного трибуна Луция Аппулея Сатурнина был избран консулом в четвёртый раз совместно с Квинтом Лутацием Катулом.
К этому времени кимвры, столкнувшиеся в Испании с сопротивлением кельтиберов, а затем в Галлии с сопротивлением белгов, соединились с тевтонами и решили наконец идти на Италию; при этом кимвры двинулись на Италию через Норик (территория нынешней Швейцарии и Австрии), тевтоны и амброны — по побережью Южной Галлии (начало весны 102 до н. э.). Получив сведения об этом, Марий спешно вернулся из Рима к своему войску на Роне, тогда как Катул возглавил другое войско, которое должно было преградить путь кимврам в Италии.

### Первая стычка
За варварами после ряда неудач римской армии закрепилась слава непобедимых воинов, и во многом задача Мария стояла в том, чтобы победить в воинах ужас перед варварами. Поэтому Гай Марий проводил усиленные тренировки войска. Он разместил свою армию в укрепленном лагере, у впадения Изеры в Рону, дожидаясь нападения. Так и не сумев вызвать римлян на бой, вождь тевтонов Тевтобод сам напал на лагерь, но после трёхдневных атак был отброшен. Победа укрепила боевой дух римской армии. Германцы отказались от атак на укреплённые позиции врага и устремились непосредственно в Италию.
В течение шести дней полчища германцев проходили мимо римского лагеря; германцы в насмешку предлагали римлянам передать через них что-нибудь для своих жён, так как скоро они будут в Риме. Марий двинулся вслед за германцами, устраивая лагеря в неприступных местах.

### Вторая стычка
Марий двигался параллельно неприятелю вплоть до Акв Секстиевых — городка у тёплых источников в 26 км к северо-востоку от Массалии (нынешний Марсель), недалеко от предгорий Альп. Как рассказывает Плутарх, Марий велел разбить лагерь на хорошо укреплённом, но лишённом воды холме; когда же воины стали роптать по этому поводу, Марий сказал, указывая рукой на реку, протекавшую у вражеского лагеря: «вот вам питьё, за которое придётся платить кровью». (Лагерь принадлежал амбронам, так как тевтоны к тому времени ещё не подошли). Стычка не замедлила завязаться: лагерные рабы спустились за водой, амброны на них напали, легионеры кинулись на помощь своим рабам.
Произошло довольно ожесточённое сражение, в ходе которого амброны, беспорядочно переправлявшиеся через реку, были атакованы римлянами и разбиты. Большое впечатление на римлян произвело то, что в момент поражения неприятеля в битву вмешались германские женщины, вооружённые топорами и мечами, которые «со страшными криком напали и на беглецов, и на преследователей, одних встречая как предателей, других — как врагов». Марий опасался, что ночью враги нападут на лагерь, который римляне не успели укрепить, и вынудят его к беспорядочной ночной битве; к счастью для римлян, этого не последовало.

## Подготовка к сражению
На третий день после этой стычки, Марий дал неприятелю решительное сражение.

### Тевтоны
Тевтоны в основном действовали плотным строем и проявили хорошую организацию. Тевтонское снаряжение во многом не уступало римскому. Большинство воинов было вооружено копьями с твёрдыми наконечниками, которые не могли пробить римскую броню. Хотя в основном тевтоны доспехов не носили, однако некоторые имели трофейное оружие и броню. Боевой дух в рядах германцев был очень высок, так как в германском обществе личная отвага значила очень многое. Причём во многом боевой дух германцев зависел от действий их вождя.

### План Мария
Местность Акв Секстиевых представляла собой долину, окружённую заросшими лесом высотами. Воспользовавшись этим, Марий послал военного трибуна Клавдия Марцелла с 6 когортами (3 тысячи человек) в обход, дав ему приказание устроить засаду в лесу над неприятельским лагерем и во время битвы напасть на врага. Выстроив пехоту перед своим лагерем, он сам во главе конницы спустился на равнину, с тем, чтобы втянуть германцев в битву. Своим решением лично возглавить конницу 55-летний консул Марий поднял боевой дух армии.

## Битва

### Начало сражения
Германцы бросились в атаку вверх по склону, в результате чего армия потеряла много сил. Когда тевтоны подошли достаточно близко, в бой пошли метательные копья — пилумы. Германцы были плохо защищены и действовали плотным строем, поэтому при первой же атаке понесли большие потери. После этого оба войска вступили в рукопашный бой. Германцы были измотаны, и поэтому порядки варваров расстроились; выгода же позиции позволяла римлянам просто сбрасывать врагов вниз ударами щитов. Тем временем, римляне пустили в ход свои мечи — гладиусы. Здесь сказалось преимущество римлян в экипировке: копья германцев часто не пробивали римскую броню и были неудобны в использовании.

### Второй этап боя и поражение германцев
Римляне оттеснили германцев вниз по холму. Тогда германцы заняли оборонительную позицию и построили «стену щитов»: воины стояли так, чтобы щиты немного перекрывали друг друга, а также создали «лес копий». В этот момент в тыл германцев внезапно для них ударил сверху отряд Марцелла. Таким образом, римлянам удалось расстроить и преодолеть тевтонскую «стену щитов». Разгром тевтонов был полный, римляне ворвались в лагерь тевтонов и устроили там массовую резню, не щадя даже женщин и детей; всего по утверждениям источников они перебили 30 тысяч человек и захватив в плен 10 тысяч (включая самого Тевтобода); убитых было столько, что жители Массилии, по словам Плутарха, огораживали их костями виноградники. Войско тевтонов было практически полностью уничтожено.

## Итоги
Тевтоны перестали быть угрозой Риму. Несколько пленённых тевтонских вождей были перевезены в Рим и публично задушены. Марий заручился всенародной поддержкой и получил консульский титул в пятый раз. Эта победа, однако, решила проблему германского нашествия лишь наполовину, так как одновременно кимвры нанесли поражение Катулу. Однако следующим летом Марий, объединившись с Катулом, полностью уничтожил кимвров в Верцелльской битве. В итоге, Гай Марий успел побывать консулом 7 раз. Многие его приёмы стали общепринятой в римской армии практикой. В будущем легионеров стали набирать преимущественно из бедноты, как это делал Марий. Так или иначе, за Гаем Марием закрепилась слава спасителя Рима, а за его войском — «мулов Мария».

## В культуре
- Колин Маккалоу. «Первый человек в Риме» (общая глава «Год седьмой (104 г. до Р. X.), консульство Гая Мария (II) и Гая Флавия Фимбрии; год восьмой (103 г. до Р. X.), консульство Гая Мария (III) и Луция Аврелия Ореста; год девятый (102 г. до Р. X.), консульство Гая Мария (IV) и Квинта Лутация Катула Цезаря»).